# Масегосо (Альбасете)
Масегосо (ісп. Masegoso) — муніципалітет в Іспанії, у складі автономної спільноти Кастилія-Ла-Манча, у провінції Альбасете. Населення — 90 осіб (2010).
Муніципалітет розташований на відстані близько 200 км на південний схід від Мадрида, 43 км на захід від Альбасете.
На території муніципалітету розташовані такі населені пункти: (дані про населення за 2010 рік)
- Сільєруело: 3 особи
- Ітуеро: 18 осіб
- Масегосо: 63 особи
- Пеньяррубія: 6 осіб

## Демографія
Динаміка населення (INE ):

## Галерея зображень

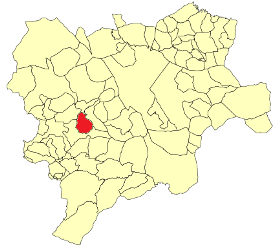
Розташування муніципалітету у провінції Альбасете
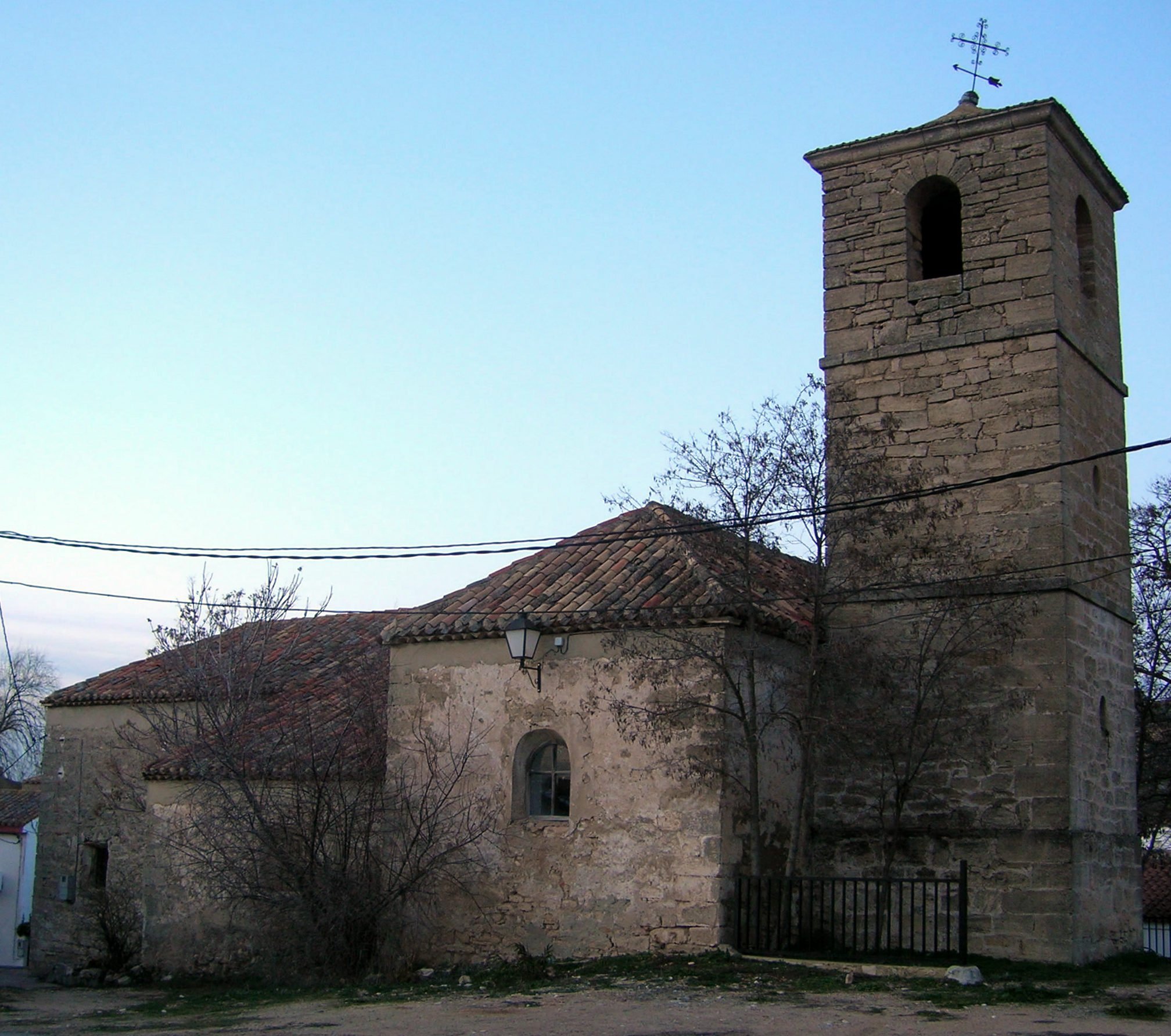
Церква у Масегосо